# Jacques Deray
Jacques Deray, född Jacques Desrayaud 19 februari 1929 i Lyon, Auvergne-Rhône-Alpes, död 9 augusti 2003 i Boulogne-Billancourt, Île-de-France, var en fransk filmregissör och manusförfattare.

## Filmografi i urval
- 1963 – Hemligt uppdrag i Marseille (manus och regi)
- 1964 – En vacker sommarmorgon (manus och regi)
- 1966 – Avec la peau des autres (regi)
- 1968 – Bassängen (manus och regi)
- 1970 – Borsalino (manus och regi)
- 1971 – Doucement les basses (regi)
- 1973 – Den våldsamma jakten (regi)
- 1974 – Jag kommer för att döda (manus och regi)
- 1975 – Snuten (manus och regi)
- 1976 – Gangstergänget (regi)
- 1983 – Le Marginal (manus och regi)
- 1985 – On ne meurt que deux fois (manus och regi)
- 1987 – Förlorad kärlek (regi)